# Nycternyssa conspersa
Nycternyssa conspersa är en mångfotingart som först beskrevs av Karl Wilhelm Verhoeff 1937.  Nycternyssa conspersa ingår i släktet Nycternyssa och familjen kamjordkrypare. Inga underarter finns listade i Catalogue of Life.